# Giuseppe Mortarotti
Giuseppe Mortarotti (né le 28 octobre 1905 à Turin dans le Piémont et mort à une date inconnue) est un joueur de football italien, qui jouait en tant que défenseur.

## Biographie
Il commence sa carrière dans les catégories inférieures avec les clubs du Football Club Pastore, de Chivasso et de Chieri, avant de rejoindre la Juventus en 1927 (disputant son premier match en bianconero le 18 mars 1928 lors d'une défaite 2-0 contre Alexandrie), ou il ne reste que 3 saisons.
En 1930, il rejoint pour une saison le club de l'Atalanta, avant de finir sa carrière avec les clubs de Montevarchi puis du Cosenza Calcio 1914 en 1934.